# Sainte-Marie-de-Ré
 Sainte-Marie-de-Ré  es una población y comuna francesa, situada en la región de Nueva Aquitania, departamento de Charente Marítimo, en el distrito de La Rochelle y en el cantón de Saint-Martin-de-Ré.

## Demografía
| 1178 | 1195 | 1165 | 1317 | 1806 | 2655 |
| Para los censos de 1962 a 1999 la población legal corresponde a la población sin duplicidades (Fuente: INSEE [Consultar]) |      |      |      |      |      |